# 阿爾泰區域
阿爾泰，民國以後又稱阿爾泰區域、阿爾泰特別區，是清朝末年至民國初年在西北設置的行政區域。清光緒三十二年末（1907年初）分科布多所屬阿爾泰山一帶置。其地北至奎屯峰，東北至科布多河，東南至布爾根河與科布多為界，南至烏倫古河與新疆迪化府奇臺縣為鄰，西南至布倫托海（烏倫古湖）、額爾齊斯河與塔城相接。其地大致相當於今中国新疆阿勒泰地區（吉木乃縣除外），蒙古國科布多省南部與巴彥烏列蓋省。1912年中華民國成立後，新疆與外蒙古停戰，雙方改以阿爾泰山分水嶺為界，此後阿爾泰作為特別區直屬國務院。1919年北洋政府將其降為阿山道，併入新疆省。
其長官為阿爾泰辦事大臣，駐承化寺（今新疆阿勒泰市）。中華民國成立後改為阿爾泰辦事長官。1919年併入新疆後改為阿山道道尹。

## 建置背景

### 塔科借地
阿爾泰地方原屬科布多參贊大臣管轄，居民主要是蒙古烏梁海、土爾扈特與和碩特部族。其東為科布多所屬之額魯特旗，西北為阿爾泰淖爾烏梁海，西南與新疆塔尔巴哈台為鄰。同治三年（1864年），烏里雅蘇臺將軍明誼在塔城簽署《中俄勘分西北界約記》，阿爾泰淖爾烏梁海與新疆所屬的大片中國領土被俄羅斯割佔，阿爾泰北部成為與俄國接壤的邊境地區。同時條約規定，“地面分在何國，人丁即隨地歸為何國管轄。嗣後倘有由原住地方越往他處者，即行撥回，免致混亂”。但是，居住在被割讓地區的大批哈薩克人不願被俄國統治，陸續潛回中國伊犁、塔城界內。
同治三年起，新疆各地相繼爆發民變。同治四年，阿訇蘇玉得等人在塔城起事。次年（1866年），塔城失守，塔爾巴哈臺參贊大臣武隆額戰死。塔城的厄魯特蒙古人陸續逃往科布多境內的布倫托海（今福海縣）避難。同時，由俄國遷回塔城的哈薩克人越來越多，無處安置。朝廷令統領塔城蒙古兵的藏族喇嘛棍噶札拉參來到阿爾泰山招集流民，並向科布多借地，在阿爾泰烏梁海一帶安置蒙古、哈薩克與漢人流民。所借地域的大體範圍是“東至罕達噶圖河，西至哈巴河，南至額爾濟斯河北岸，北至阿爾泰山山脊，周匝七百餘里。”同治九年（1870年），棍噶札拉參率眾在克兰河沿岸修建喇嘛廟，同治皇帝賜名為承化寺，即今阿勒泰市建城之始。棍噶札拉參駐守阿爾泰期間，收撫哈薩克、蒙古民眾，“捍衛邊圉，剿除土寇，屢奏廳功，俄人憚之”。
光緒初年清軍收復新疆後，塔爾巴哈臺為安置哈薩克部落，不願將借地歸還。光緒七年（1881年），棍噶札拉參擅殺哈薩克頭人柯伯史之子，並向其部落索要牲畜，被朝廷停職。隨後，大量哈薩克人逃往科布多境內，又與本地蒙古人發生爭執。光緒八年（1882年），俄羅斯提出重勘邊界，並派兵竄入哈巴河。光緒十二年（1886年），科布多參贊大臣沙克都林札布上書要求收回阿爾泰山借地，以安置湧入科布多的哈薩克人，避免給俄國入侵科布多造成口實。朝廷令新疆巡撫劉錦棠與塔爾巴哈臺參贊大臣錫綸籌商妥辦。但劉錦棠、錫綸出於防備俄國的考慮，一直拖延不辦，並稱：“哈巴河一帶地方，塔爾巴哈台自借地以來，即已派兵駐守。尚稱安靜，未便委去，俾俄人得乘虛南下古城，應否改隸塔爾巴哈台管轄，請旨定奪。”此後數年中，科布多屢次要求收回借地，安置日益增多的蒙、哈人口。新疆方面均以“科布多境內並無急待安插之蒙、哈，若將該處借地給還，徒茲勞擾”為推辭，朝廷對此亦無定見。光緒十八年（1892年），科布多、塔城兩地同意將借地暫緩三年交還。

### 科阿分治
光緒二十一年（1895年）三年展緩期滿，塔城仍借口防俄，未能將借地歸還。經科布多反復交涉，朝廷同意其收回阿爾泰山，但實際上仍只派署理成都將軍的長庚等前往勘查。光緒二十九年（1903年）正月，科布多參贊大臣瑞洵再次奏稱“阿爾泰山哈巴河地段，自借給塔城安插蒙眾之後，烏梁海膏腴盡失，遊牧無資。該處官兵等一再呈懇，深慮該地不能收回，眾情甚為惶惑。請為奏明請旨，飭令歸還”。二月，長庚上《阿勒台山防守事宜摺》，建議在阿爾泰單獨設官治理，謂“科布多幫辦大臣（科布多參贊大臣之副職）原因巡哈薩克而設，今若移該大臣駐於阿勒台山（即阿爾泰山）地方，管理蒙、哈事務，似與原案相符。”朝廷令新疆巡撫潘效蘇會同瑞洵“妥籌具奏議，不得以借地為已成之案，憚于更成，總以足安烏梁海人心，有裨大局。”不久，調任伊犁將軍的長庚奏請：“將原借地段交還科布多參贊大臣管轄。潛住之哈薩克，人隨地歸。”朝廷准其所奏，塔城將哈巴河交還科布多。但交割中科布多官員溥湧索詐哈薩克總管，造成騷亂，不得不暫緩交接。
光緒三十年（1904年），朝廷下諭改科布多幫辦大臣為科布多辦事大臣，由科布多城移駐承化寺。以錫恆為首任大臣，“管理該處一切蒙、哈事務”。次年（1905年），署理塔爾巴哈台參贊大臣徐圻上《阿爾泰山交割完竣摺》，塔、科借地交割完畢。
錫恆到任後不久，便咨科布多參贊大臣連魁，“彼此應否劃定地界，以免轇轕”。連魁不但同意科布多與阿爾泰分治，連科布多境內其他有哈薩克人遷居之地，也一併劃給阿爾泰。光緒三十二年十二月七日（1907年1月20日），錫恆、連魁聯名上《遵擬科阿劃疆分治以專責成而資遵守摺》，稱科布多境內舊有哈薩克及逃亡而來的哈薩克已無地安置，因此“擬將科布多所屬迤西附近阿勒台山之烏梁海左翼散秩大臣一旗、副都統一旗、總管二旗，右翼散秩大臣一旗、總管二旗，新土爾扈特郡王一旗、貝子一旗，霍碩特札薩克台吉一旗，共計三部落十旗撥歸錫恆就近管理，以資安插哈眾。其昌吉斯台等西八卡倫切接阿疆，並布倫托海屯田均在烏梁海遊牧，自應一併歸阿管理，未便仍由科布多參贊遙領，致有鞭長莫及之勢。”朝廷復議後准奏，阿爾泰正式由科布多劃出，成為一級行政區。此後，科布多辦事大臣又稱阿爾泰辦事大臣。

## 沿革

### 清代
清末，阿爾泰領三部十旗：
- 阿爾泰烏梁海部（遊牧於今新疆阿勒泰地區額爾齊斯河以北、吉木乃以西地區）
  - 阿爾泰烏梁海左翼四旗：散秩大臣旗、副都統旗、二總管旗
  - 阿爾泰烏梁海右翼三旗：散秩大臣旗、二總管旗
- 新土爾扈特部二旗自為一盟，稱青塞特奇勒圖盟（遊牧於今新疆烏倫古湖以東、額爾齊斯河以南、烏倫古河以北地區）
  - 新土爾扈特左旗
  - 新土爾扈特右旗
- 新和碩特部（遊牧於今蒙古國科布多省布尔干苏木一帶）
  - 新和碩特旗

### 中華民國時期
1912年5月17日，民國北京政府任命末任阿爾泰辦事大臣、舊土爾扈特部郡王帕勒塔（帕拉圖）為阿爾泰辦事長官，其轄區又稱為“阿爾泰區域”，直屬於國務院。時值外蒙古獨立，外蒙古軍隊於8月攻陷了科布多城，乘勢西進阿爾泰。同時，俄國趁亂直接出兵布爾津一帶。新疆督軍楊增新將馳援科布多的軍隊改派往阿爾泰，駐守承化寺、元湖（在今奇臺縣東北）與拜塔克山（北塔山）及布爾根河一帶的察罕通古，交战后保有阿爾泰大部份地方。
民國建立後，阿爾泰所屬蒙古各旗之名有所變化。阿爾泰烏梁海常被簡稱為“烏梁海”，分為左、右二翼。牧地仍置三部十旗，北洋政府實際管轄其中六旗。國民政府則將烏梁海在行政區劃上歸入青塞特奇勒圖盟。
- 阿爾泰烏梁海
  - 烏梁海左翼
    - 烏梁海左翼旗（1912年後屬外蒙古）
    - 烏梁海左翼左旗（1912年後屬外蒙古）
    - 烏梁海左翼右旗（1912年後屬外蒙古）
    - 烏梁海左翼後旗

  - 烏梁海右翼
    - 烏梁海右翼旗
    - 烏梁海右翼左旗
    - 烏梁海右翼右旗
- 新土爾扈特（青塞特奇勒圖盟，一作“青色哲勒圖盟”）
  - 新土爾扈特左旗
  - 新土爾扈特右旗
- 新和碩特
  - 新和碩特旗（1912年後屬外蒙古）

1913年初，外蒙古軍進駐烏梁海大廟，逼近布爾根河。7月，外蒙軍隊進攻察罕通古，新疆守軍將其擊退。12月，帕勒塔與俄國領事簽署阿爾泰與科布多臨時停戰協定，規定條約有效期內，中國、外蒙古駐軍分界綫以阿爾泰山最高分水嶺為分界，自奎屯山起，東至江哩什，順布爾根河至濟爾哈朗河口（濟爾哈朗河匯入布爾根河之處），再向東南經陶甘策凱（在察罕通古西北）至喀爾根圖阿滿止為界。此綫雖為雙方停火綫，並不是科、阿疆界，但將布爾根河以東的新和碩特旗和阿爾泰山以北牧區劃在外蒙古駐軍範圍之內。1914年停戰協定到期，但蒙古博克多汗國並未歸還所佔地方，自此中國喪失了阿爾泰山以北、科布多河以南的領土，中蒙邊界因此也以阿爾泰山分水嶺為界。1940年，蒙古人民共和国政府在其地設立巴彥烏列蓋省。
民國初年，阿爾泰、塔城、伊犁三地各自為政，並不從屬於迪化的新疆省政府，情勢孤危。且阿爾泰自設官分治以來，每況愈下，遇事皆仰仗新疆。楊增新與伊、塔、阿三地長官協商後，決定將三地置於新疆省政府的統一管理之下。1917年，俄國爆發革命，不久又陷入內戰，暫時無力幹涉阿爾泰與外蒙古問題。1919年，新任阿爾泰辦事長官張慶桐因克扣軍餉，導致阿山兵變，楊增新又派兵前往平定。1919年6月1日，徐世昌簽署大總統令，將阿爾泰改為阿山道，併入新疆省，周務學署理阿山道尹。

### 引用
1. ↑  《中俄勘分西北界約記》第五條
2. ↑  魏光燾《戡定新疆記》卷一：“額魯特蒙眾陸續逃入布隆托海，棍噶札拉參領至阿爾泰山，借科屬烏梁海地安插遊牧，約萬餘人。漢民逃往者，亦七八十戶。”
3. ↑  塔爾巴哈臺參贊大臣徐圻《阿爾泰山交割完竣摺》
4. ↑  王彥威，《清季外交史料》卷十四
5. ↑  《德宗實錄》卷二百六十七
6. ↑  《德宗實錄》卷二百八十五
7. 1 2  《德宗實錄》卷五百一十一
8. ↑  《德宗實錄》卷五百一十五
9. ↑  《德宗實錄》卷五百二十九
10. ↑  原文：“目今科屬舊哈以及歸哈、收回逃哈均須分別冬牧夏牧一律安插。茲若只以烏梁海七旗遊牧歸阿管理，非特此項舊潛居霍碩特等旗之哈眾佔住有年，遷移不易，實亦不敷安插。”
11. ↑  马大正，《民国初年土尔扈特蒙古亲王帕勒塔 （页面存档备份，存于）》
12. ↑  陳毅：《呈請府院擬將阿爾泰改歸併新疆改建道區》
13. ↑  generator, metatags. . Lawsnote. 1936-08-18  [2025-04-03] （中文（臺灣））.